# Chiesa di Santa Maria delle Grazie (Milano)
La chiesa di Santa Maria delle Grazie è una basilica e santuario situata a Milano, appartenente all'Ordine Domenicano e facente capo alla parrocchia di San Vittore al Corpo. L'architettura della tribuna, edificata fra il 1492 e il 1493 per volere del Duca di Milano Ludovico il Moro come mausoleo per la propria famiglia, costituisce una delle più conosciute realizzazioni del Rinascimento in Lombardia.
Fu il secondo sito italiano dopo le incisioni rupestri in Val Camonica a essere classificato come patrimonio dell'umanità dall'UNESCO, insieme con l'affresco del Cenacolo di Leonardo da Vinci che si trova nel refettorio del convento (di proprietà del Comune di Milano).

## Storia
Risale al 1459 la fondazione di un secondo nucleo di frati domenicani a Milano, in aggiunta al primo, antico insediamento di Sant'Eustorgio risalente al 1227, di soli undici anni successivo alla fondazione dell'ordine.
La congregazione di Domenicani, stabilitisi presso l'odierna chiesa di San Vittore al Corpo, ricevette in dono nel 1460 un appezzamento di terreno dal conte Gaspare Vimercati, condottiero al servizio degli Sforza. Su questo terreno si trovavano una piccola cappella dedicata a Santa Maria delle Grazie, e un edificio a corte a uso delle truppe del Vimercati. Il 10 settembre 1463 viene posata la prima pietra del complesso conventuale. La costruzione prese avvio da quello che è oggi il Chiostro dei Morti, adiacente alla primitiva cappella della Vergine delle Grazie, che oggi corrisponde all'ultima cappella della navata sinistra della chiesa.
A dirigere i lavori fu chiamato Guiniforte Solari, l'architetto più in vista in quegli anni a Milano, già ingegnere capo della fabbrica del Duomo, dell'Ospedale maggiore e della Certosa di Pavia. Grazie al mecenatismo del Vimercati, il convento fu completato nel 1469, come racconta il domenicano Padre Gattico, il cui racconto è prezioso per ricostruire le fasi edificatorie del complesso.

### La basilica solariana

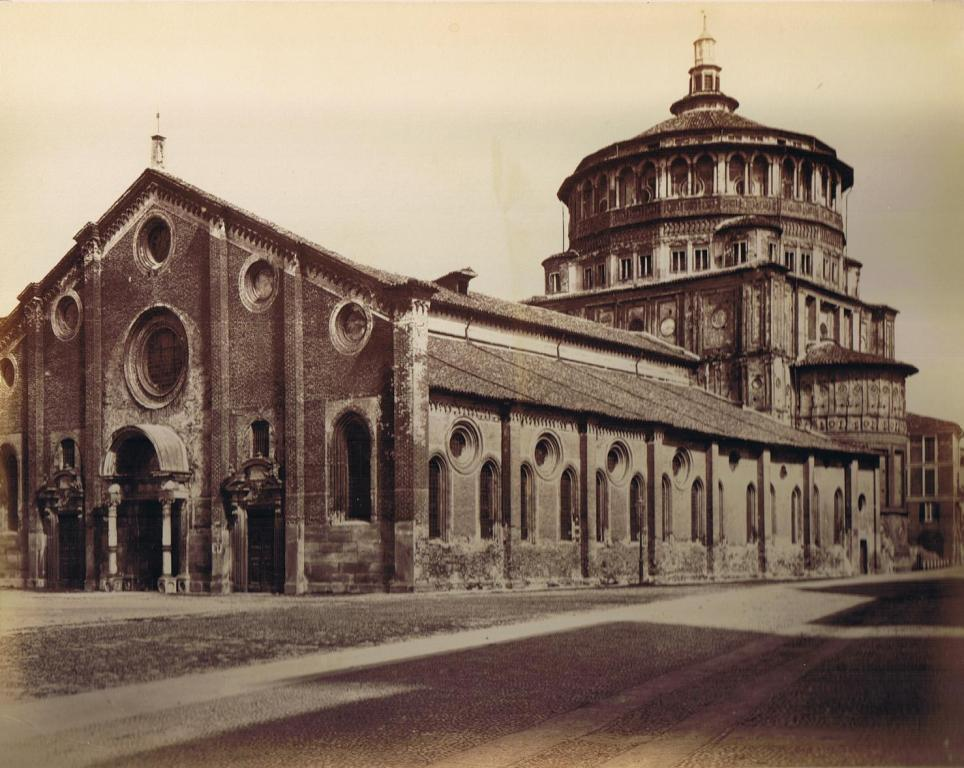
Fratelli Alinari: La chiesa circa nel 1880, prima dei restauri. In facciata sono ancora presenti i portali barocchi

L'edificazione della chiesa ebbe inizio, come di consueto, dalla zona absidale, contemporaneamente alla costruzione del convento. Nel progetto, il Solari si attiene alla consolidata tradizione gotica lombarda della basilica a tre navate, con volte a ogiva e facciata a capanna. Anche i materiali sono quelli della tradizione lombarda, il cotto per le murature e la pietra di granito per le colonne e i capitelli. L'impianto è quello della chiesa a sala, con tre navate basse e larghe, separate da colonne in pietra che facilitano il passaggio della luce creando un ambiente unitario, sviluppato più orizzontalmente che verticalmente. Le navate sono coperte da volte a crociera con cordonature, rette da capitelli a foglie. La fattura dei capitelli, non più a foglie lisce com'era uso, ma con motivi che richiamano l'ordine corinzio, è una timida concessione allo stile classicheggiante che ormai si stava diffondendo anche al nord.
Le navate minori sono fiancheggiate da file di sette cappelle laterali quadrate, illuminate da un tondo centrale e due finestre ad arco acuto. La struttura è quindi la stessa della precedente sede domenicana di Sant'Eustorgio, così come delle altre creazioni solariane a Milano: l'Abbazia di Casoretto, San Pietro in Gessate, Santa Maria della Pace.

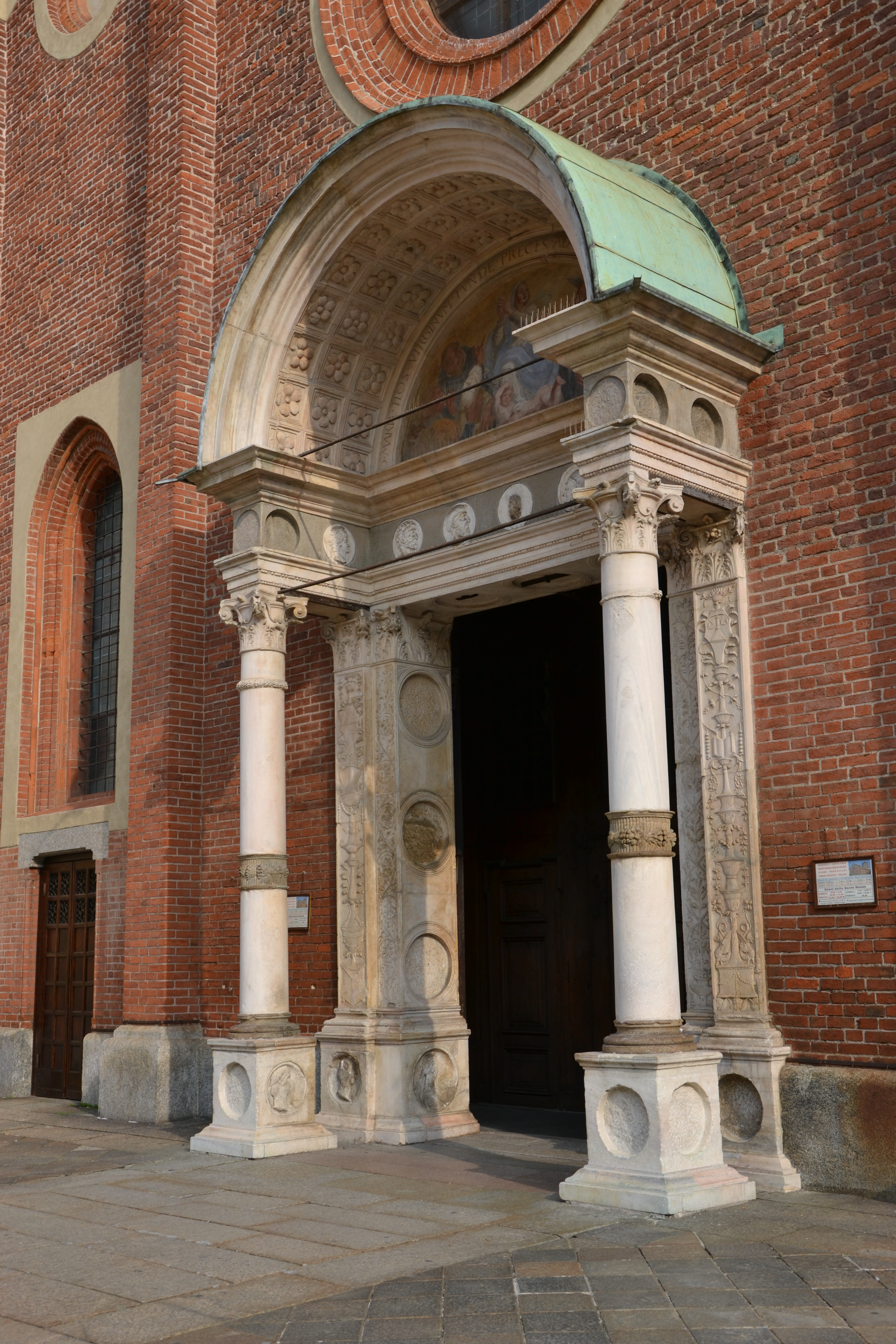
Il portale quattrocentesco

La semplice facciata a capanna è divisa in cinque campiture da sei contrafforti. La larghezza è quasi il doppio dell'altezza che comunque supera quella delle navate interne, come si può vedere dagli oculi ciechi in quanto collocati al di sopra della quota del tetto. La sobria decorazione è costituita dai rilievi in cotto a stampo che incorniciano le monofore e i rosoni, e dagli archetti che ne decorano il coronamento. Le porte laterali appaiono senza ornamenti, dopo che nell'Ottocento furono asportati i portali barocchi nel corso dei restauri compiuti da Luca Beltrami, che intendeva riprodurre l'aspetto quattrocentesco.

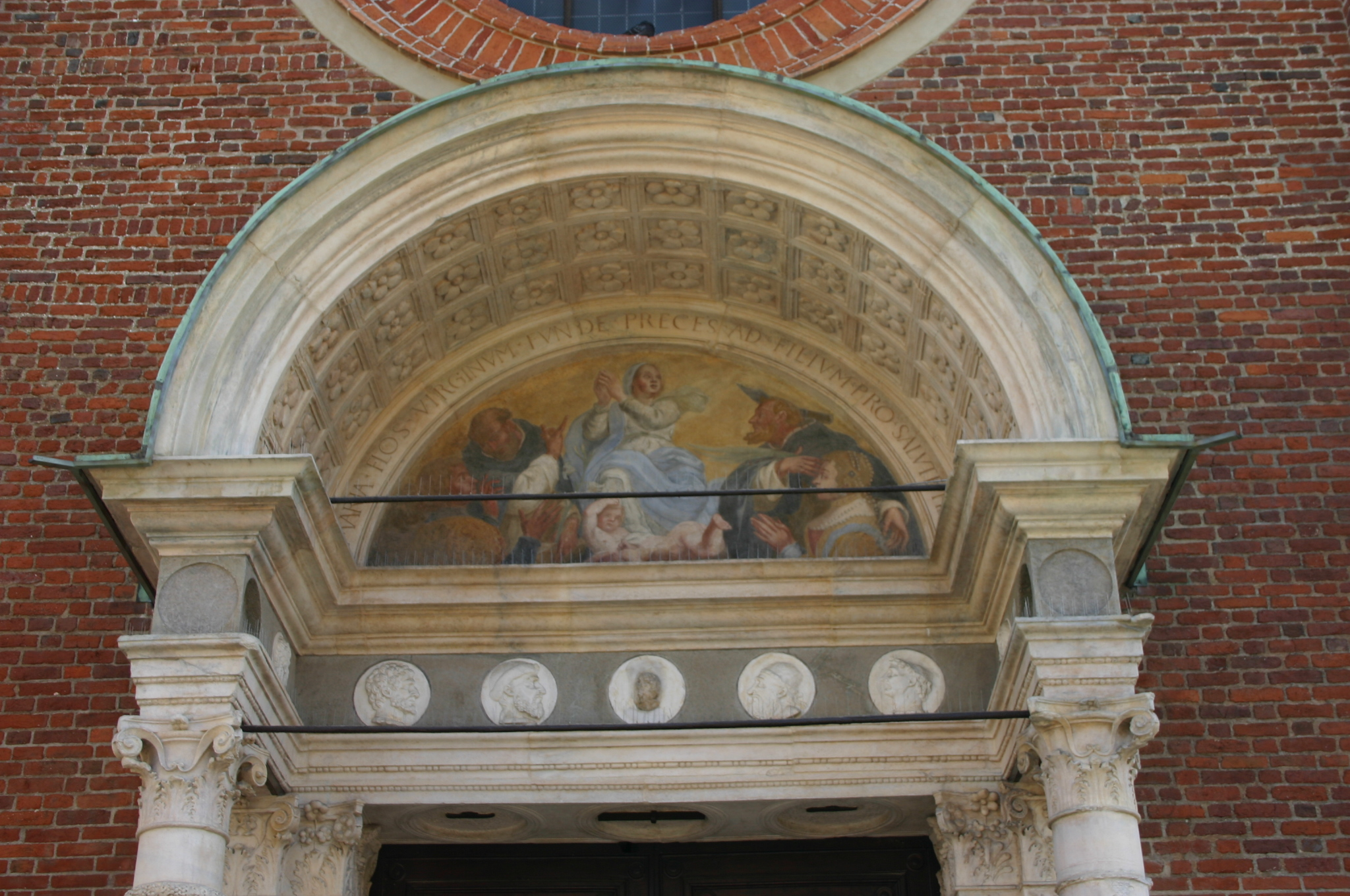
Lunetta del portale di Santa Maria delle Grazie: l'affresco di Michelangelo Bellotti

Il portale centrale, in marmo bianco, costituisce il primo intervento attuato su impulso di Ludovico il Moro, subentrato dopo la morte del Vimercati nel patrocinio dei lavori del complesso.
Sui due piedestalli cubici poggiano le colonne in marmo bianco, decorate da una fascia in pietra a motivi floreali. Posteriormente sono affiancate da pilastri decorati a candelabre, in particolare sul sinistro è visibile la "scopetta", impresa di Ludovico il Moro. Sorretta da questi elementi è un'alta trabeazione, decorata con tondi con profili di figure. A coronamento vi è una lunetta con volta a cassettoni, che ospita un settecentesco affresco di Michelangelo Bellotti. L'attribuzione del progetto, da alcuni assegnato a Bramante, non è unanime. Il candore del marmo bianco, la grazia delle decorazioni d'ispirazione classica e la linearità geometrica del portale sono esaltati dal contrasto con la sobria struttura in cotto della facciata.

### La tribuna bramantesca

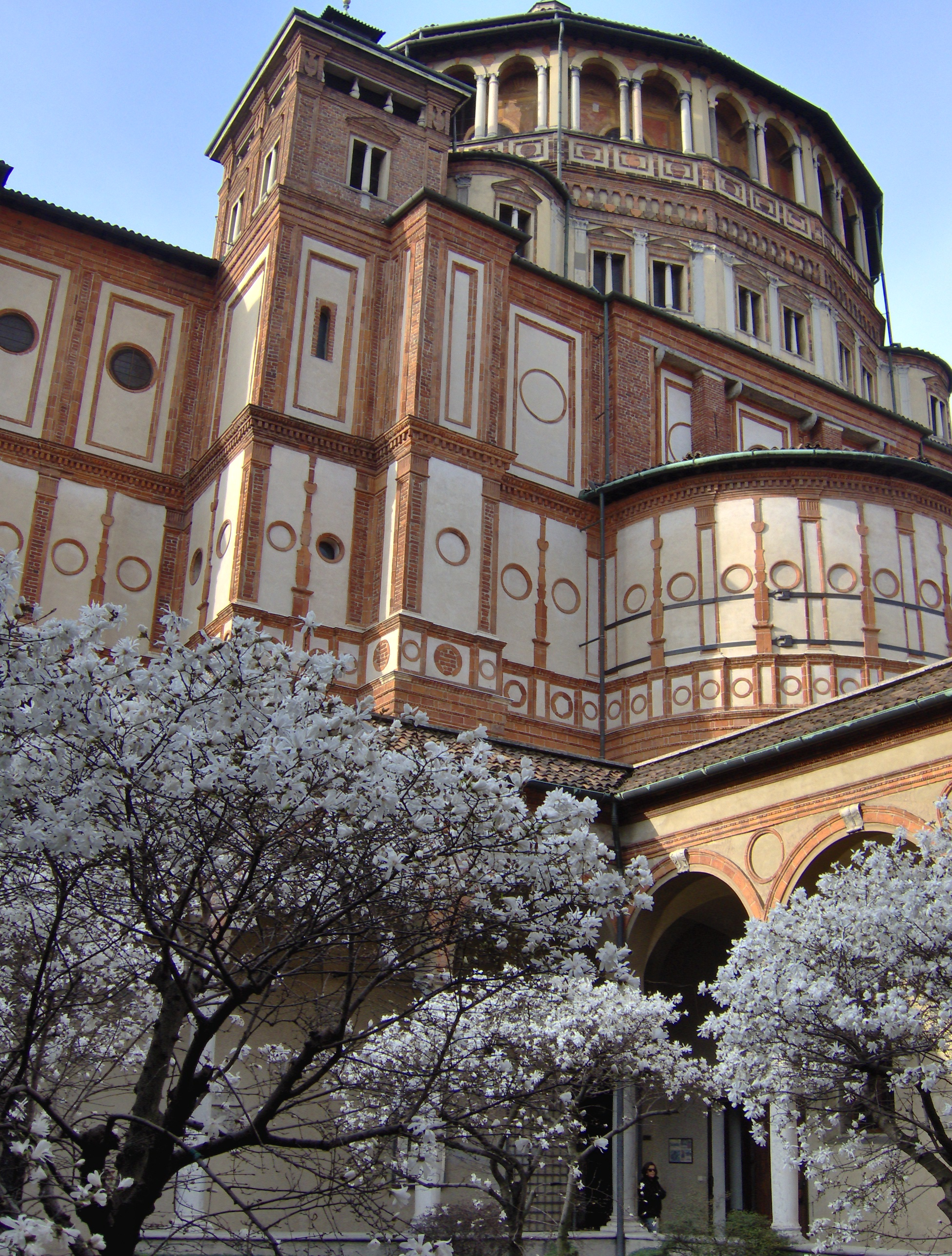
Esterno della tribuna bramantesca.

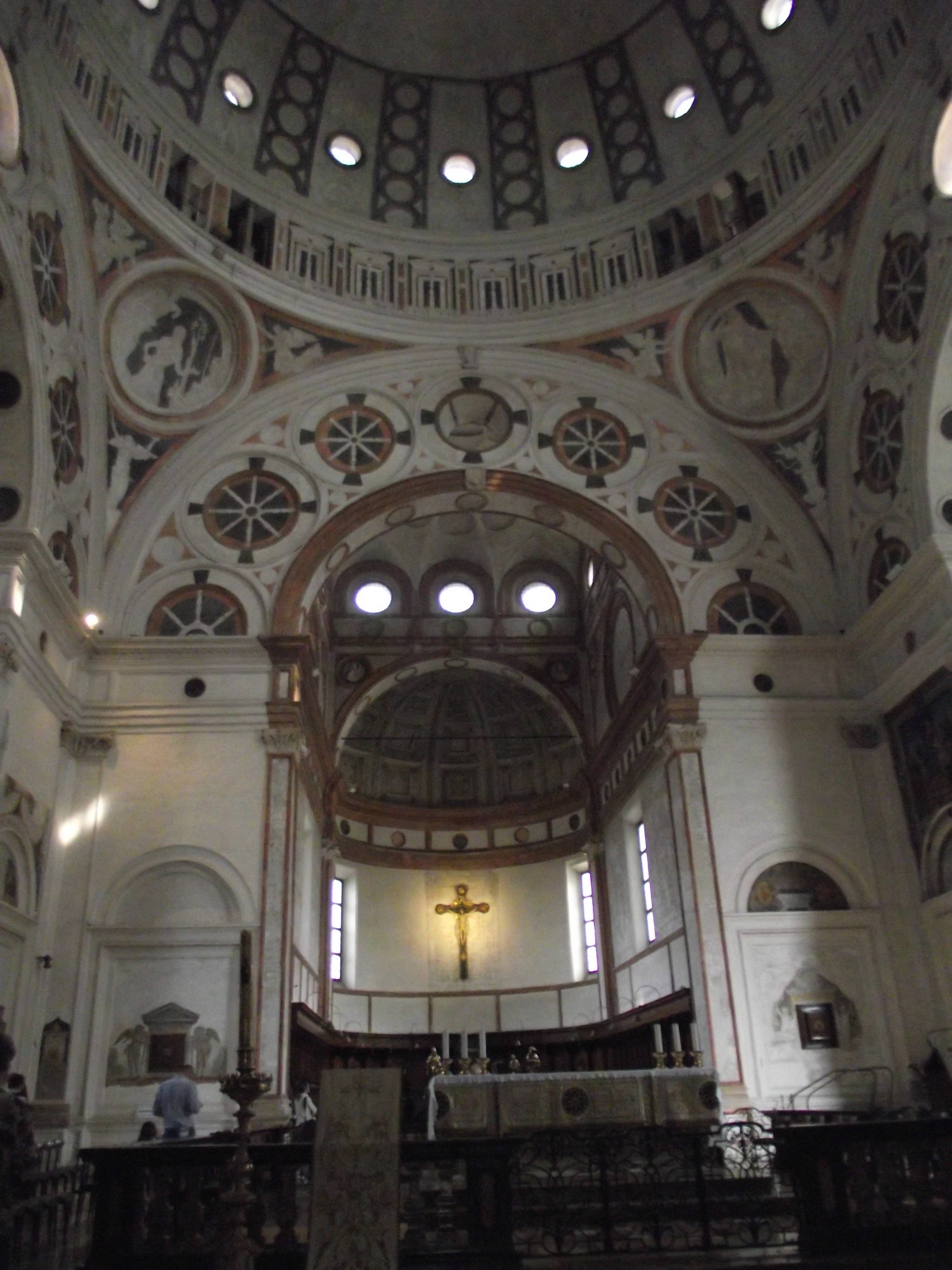
Interno della tribuna bramantesca.

Nel 1492 il nuovo signore di Milano, Ludovico il Moro, all'indomani dello sfarzoso matrimonio con Beatrice d'Este, decise l'erezione di un monumento che testimoniasse anche a Milano il nuovo stile ormai diffuso nelle corti più ricche e aggiornate della penisola, Firenze, Ferrara, Mantova, Urbino, Venezia. Così, a soli dieci anni dal completamento della chiesa del Solari, viene demolito il coro con due cappelle laterali, appena costruito, e il 29 marzo 1492 l'arcivescovo Guidantonio Arcimboldi benedice la prima pietra della nuova tribuna.
Il progetto, anche se mancano prove documentarie, è tradizionalmente attribuito a Bramante che in quegli anni architetto ducale e che viene nominato una volta negli atti della chiesa (una consegna di marmo nel 1494). Alcuni studi recenti fanno anche il nome dell'Amadeo; quasi certamente il Bramante dovette essere comunque responsabile del progetto iniziale, ma non seguì poi i lavori veri e propri, che probabilmente furono diretti da Giovanni Antonio Amadeo.
Secondo alcuni studiosi era intenzione di Ludovico di intraprendere un completo rinnovamento della chiesa, mentre fu poi realizzata solo la parte absidale. Comunque a Bramante si tende ad attribuire anche altri episodi delle trasformazioni di fine XV, come la sacrestia vecchia, il chiostro piccolo e forse il refettorio.
La tribuna è costituita da un cubo di dimensioni imponenti, al cui centro si erge la cupola emisferica, raccordata da pennacchi, nei quali sono iscritti tondi che racchiudono i quattro Dottori della Chiesa. La cupola poggia su un basso tamburo, che ha l'originale aspetto di un grande loggiato che corre lungo tutta la circonferenza, che alterna bifore aperte e bifore cieche. La limpida figura geometrica del cerchio della cupola, simbolo di perfezione, è ripresa dalla decorazione a motivi circolari neri su intonaco bianco, dal giro di oculi aperti in alto, fino al tondo centrale della lanterna. Grandiosi archi a pieno centro occupano i quattro lati del cubo, le cui sommità sono tangenti alla circonferenza della cupola. Le due arcate laterali si aprono su absidi simmetriche, con volte a cassettoni. Le due arcate centrali si aprono l'una sulla navata centrale, l'altra sul coro. Quest'ultimo è costituito da un vano cubico con un'elegante volta a ombrello, terminante in un'abside uguale alle precedenti. La struttura generale richiama l'impianto della Sacrestia brunelleschiana in San Lorenzo a Firenze, e la cappella Portinari in Sant'Eustorgio. In tutta la decorazione si ripetono i motivi circolari dei tondi, inscritti nell'alta trabeazione, nei sottarchi, nei pennacchi e nella cupola, e il motivo della ruota radiata, già usato da Bramante nell'incisione Prevedari e in Santa Maria presso San Satiro. L'equilibrio delle proporzioni del progetto è basato sulla larghezza della navata centrale della chiesa che, raddoppiata, corrisponde ai lati del presbiterio e al diametro della cupola. Oltre ai ricordati ornamenti, la superficie interna della tribuna è caratterizzata da una delicata decorazione a sgraffio, che rende vibranti le superfici con il suo tenue chiaroscuro. Come per il progetto della tribuna, anche l'attribuzione dell'ideazione e dell'esecuzione di questa sono controversi; per l'ideazione, molti la ritengono opera di Bramante stesso, quanto all'esecuzione, è stato fatto il nome di Bernardo Zenale e di altri minori.

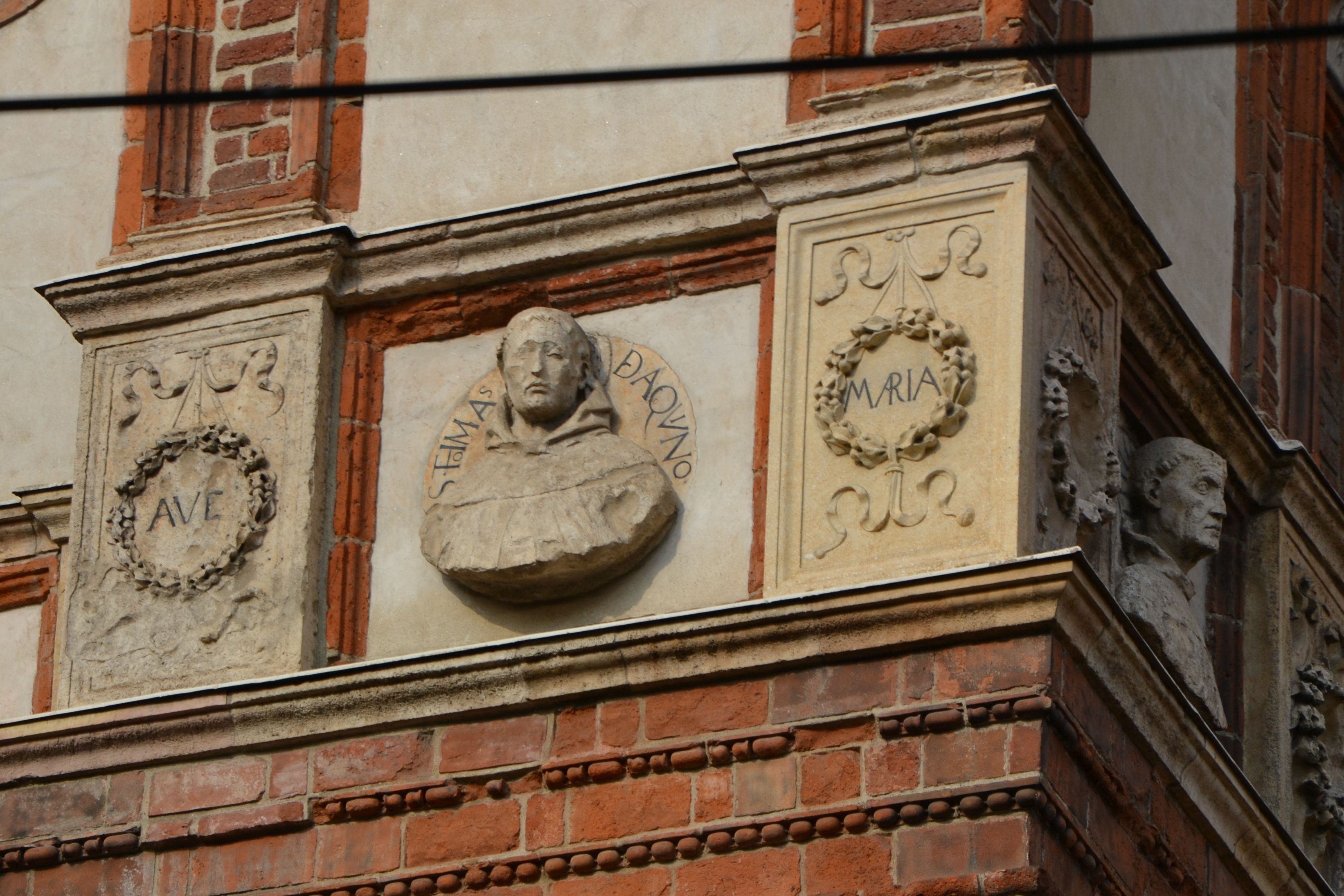
Particolare della decorazione absidale

All'esterno la tribuna prospetta su Corso Magenta e via Caradosso, mentre il lato nord si affaccia sul Chiostro delle Rane. Si presenta come un monumentale cubo, dal quale si dipartono dai fianchi le due absidi semicircolari, mentre dietro si allunga il parallelepipedo del coro, che si conclude anch'esso con un'abside semicircolare uguale alle due laterali. Al di sopra la cupola è racchiusa in un tiburio che si eleva in forma di prisma a sedici lati, concluso dall'alta galleria. Sul lato nord è il piccolo campanile, a pianta rettangolare, che si innalza a fianco della cupola fino all'altezza della galleria. La decorazione costituisce uno dei migliori esempi di decorazione plastica del panorama rinascimentale lombardo, insieme con la Certosa di Pavia e la cappella Colleoni di Bergamo, con le quali presenta evidenti affinità, di ispirazione ed esecuzione, rimandanti allo stile dell'Amadeo. È realizzata in cotto, granito e pietra d'Angera. La notevole ricchezza ed esuberanza che la caratterizza l'avvicina maggiormente alla tradizione locale lombarda rispetto ai più sobri modi bramanteschi e toscani. L'alto piedistallo con cornici in granito presenta grandi patere circolari con stemmi sforzeschi e domenicani. Sulla fascia superiore corre una teoria di finestroni e nicchie dalle cornici in cotto. Al di sopra un'alta parte intonacata mostra la decorazione più elaborata; tondi con eleganti motivi geometrici si alternano a lesene corinzie in cotto e candelabre classicheggianti. Sui riquadri che costituiscono i piedistalli alle lesene decorazioni floreali si alternano a medaglioni con busti di Santi. Particolarmente ridondante è anche la decorazione del tiburio della cupola. Un ordine di bifore rettangolari coronate da timpano è sormontato da fasce di decorazioni in cotto e infine l'alta galleria retta da colonne e archi, dietro la quale gli oculi che danno luce all'interno.

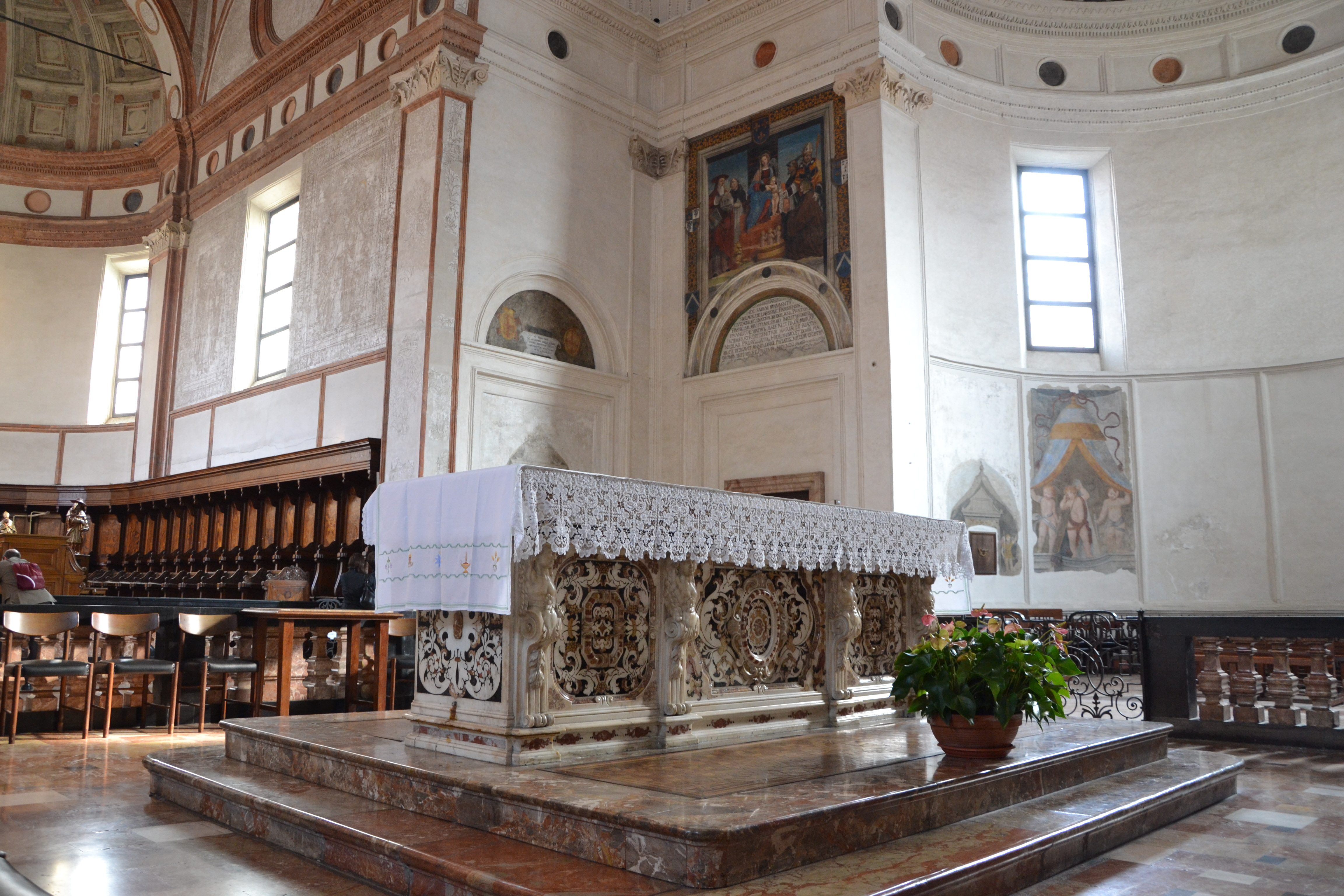
L'altare barocco e il coro sullo sfondo

### Il Mausoleo Sforzesco e il coro
Non è chiaro se l'intenzione del Moro di fare delle Grazie il luogo di sepoltura degli Sforza fosse presente fin dall'inizio, o fosse maturata solo nel 1497, alla morte dell'amatissima consorte Beatrice d'Este per le conseguenze di un parto prematuro. La Duchessa, scomparsa a soli ventidue anni, fu tumulata con grandi onori all'interno del coro della basilica. Il monumento funebre, isolato e non addossato al muro, venne realizzato da Cristoforo Solari in marmo bianco, con la rappresentazione di entrambi i coniugi distesi a grandezza naturale sul coperchio. In seguito alla morte e alla sepoltura del Moro in Francia, al termine della prigionia cui venne costretto dopo la disfatta di Novara, e in obbedienza ai dettami del concilio di Trento, nel 1564 il monumento venne smembrato e disperso per vendita. Il solo coperchio con le statue dei Duchi fu successivamente collocato all'interno della Certosa di Pavia.
Oggi nel coro si possono ammirare gli stalli lignei destinati ai frati. Gli stalli sono disposti su due file. Le tarsie della fila inferiore mostra uno stile più arcaico, con una prevalenza di motivi geometrici. I dossali della fila superiore ospitano tarsie di grandi raffinatezza, raffiguranti figure di santi alternate con motivi floreali, realizzate all'inizio del Cinquecento.
Secondo un'antica tradizione milanese Ludovico il Moro avrebbe anche fatto costruire un cunicolo collegante il castello, poi chiamato Sforzesco, al convento.

### Il convento

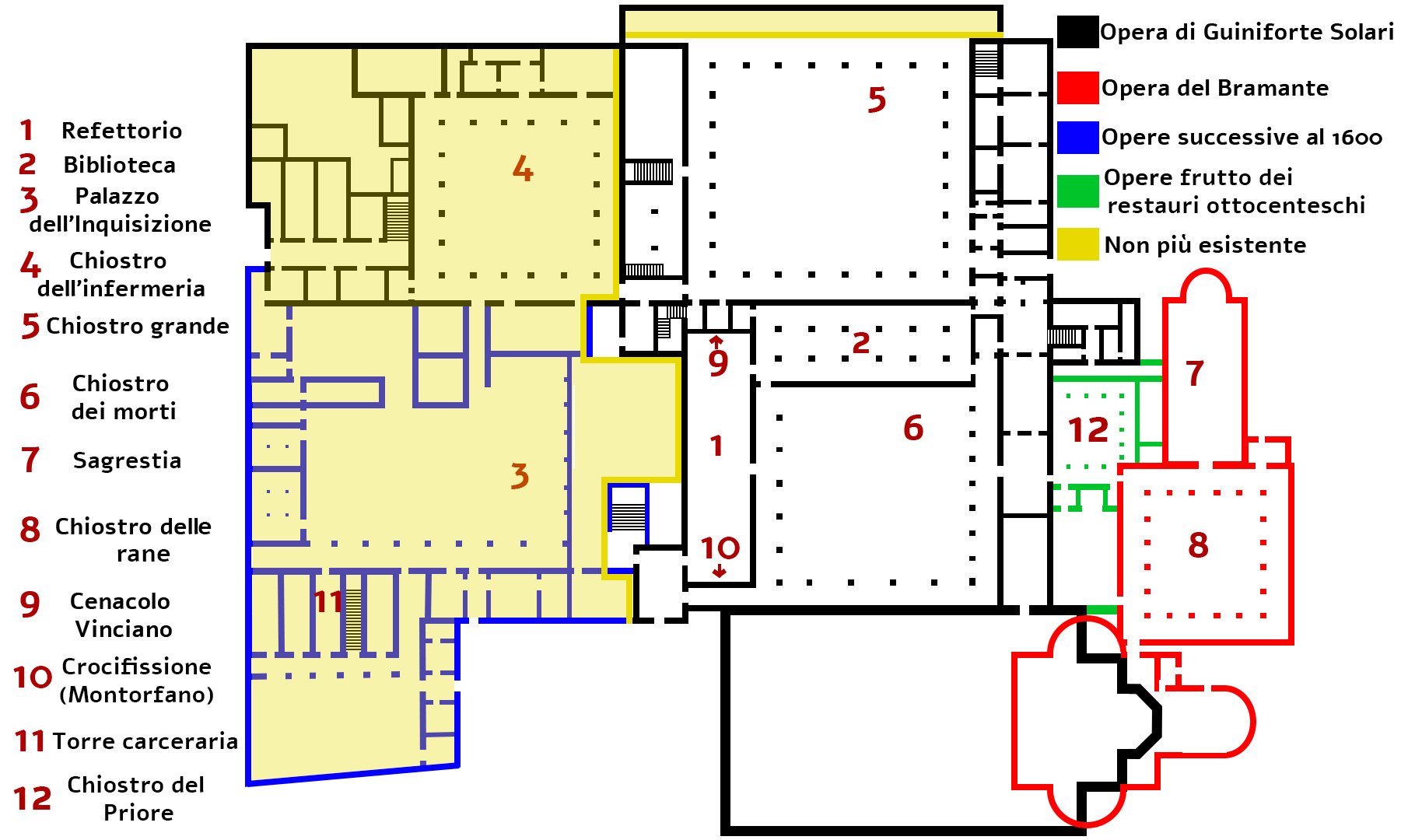
Pianta del convento

Il convento solariano si articolava attorno a tre chiostri. Il chiostro originario dell'alloggiamento delle truppe del Vimercati che venne inglobato nella costruzione; il Chiostro Grande, su cui affacciavano le celle dei frati, e il Chiostro dei Morti attiguo alla chiesa. Di quest'ultimo oggi è possibile vedere la ricostruzione post-bellica, in quanto interamente distrutto dai bombardamenti del 1943. È costituito, a nord, dal fianco nord della chiesa, mentre sugli altri tre lati corre un portico di colonne in serizzo con capitelli gotici a foglie lisce. Sul portico si affacciano, a est, l'antica Cappella delle Grazie, le sale del Capitolo e del Locutorio e a nord la biblioteca, edificata da Solari sul modello della già celebre Biblioteca del convento domenicano di San Marco a Firenze, progettato da Michelozzo vent'anni prima. Il lato sud è invece interamente occupato dal refettorio, contenente il celeberrimo Cenacolo Vinciano.

#### Il refettorio

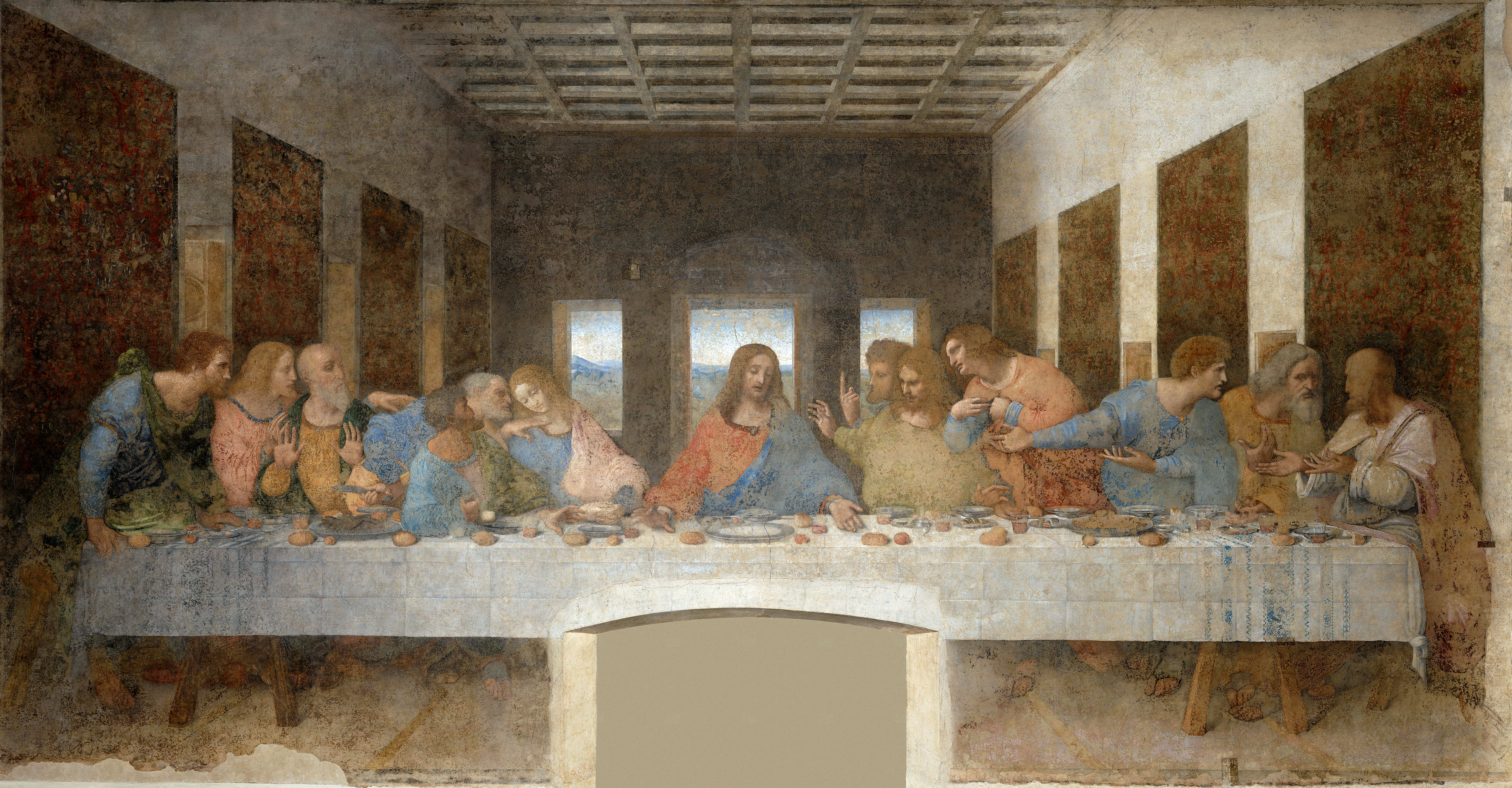
Ultima Cena di Leonardo da Vinci

La sala rettangolare ha una pianta di lati 4x1 e una lunghezza di 35,5 m, coperta da una volta a botte lunettata, che si conclude nelle testate con volte a ombrello. La costruzione del refettorio è stata impostata intorno al 1467, per essere conclusa intorno al 1488, compresi il pavimento, l'intonacatura e l'arredamento. Il progetto si dimostrò ragguardevole, dovendo coprire un ampio spazio voltato senza colonne o pilastri. Infatti si presentarono subito alcuni problemi statici che portarono a rinforzare con tiranti in ferro la parete occidentale, al contrario della parete opposta, equilibrata dalle spinte del porticato sul Chiostro dei Morti. Sulla parete rivolta verso il Chiostro dei Morti, una volta, dovevano esserci otto finestre in corrispondenza delle lunette. Le finestre furono soggette a numerose modifiche nel corso del tempo: quelle occidentali furono ampliate nel secondo dopoguerra, mentre quelle sul Chiostro dei Morti furono murate da Luca Beltrami nel corso dei restauri di inizio '900. Alcune finestre furono modificate anche dopo l'insediamento dell'Inquisizione nel complesso.

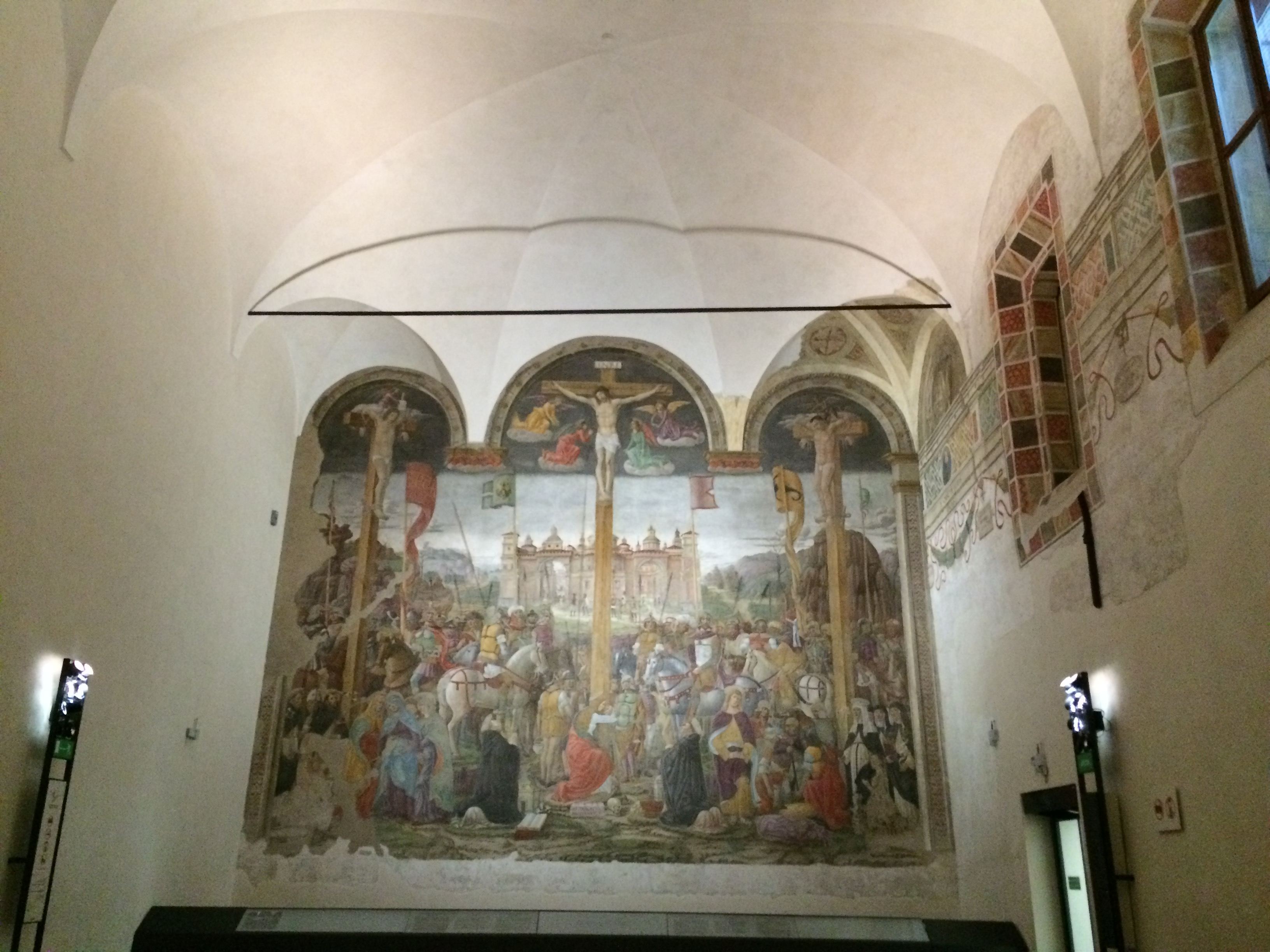
Crocefissione di Donato Montorfano con, sulla destra, i resti degli affreschi alla base della volta

All'interno era interamente decorata ad affresco sulle pareti e sulla volta. A seguito del crollo della volta e delle pareti principali, a causa del bombardamento alleato del 1943, restano le due pareti terminali con l'Ultima Cena di Leonardo da Vinci a destra e a sinistra la Crocefissione di Donato Montorfano, temi consueti per la decorazione dei refettori conventuali. Si ritiene che questi due affreschi nel refettorio servissero a invitare la meditazione sui temi della Passione di Cristo e dell'eucaristia. La Crocefissione, firmata e datata 1495 alla base della Croce, è l'impresa di maggiore levatura conservata del pittore milanese. Nell'interessante architettura dipinta sullo sfondo, sono già presenti elementi di linguaggio bramantesco. Nonostante il crollo del refettorio, l'opera si presenta complessivamente in buone condizioni. Completamente perduti sono invece i ritratti della famiglia ducale dipinti da Leonardo agli angoli del dipinto: Ludovico il Moro e Massimiliano a destra, Beatrice e Francesco a sinistra. Le figure vennero dipinte di profilo con la stessa tecnica a secco utilizzata per il cenacolo, che le condannò alla precoce scomparsa. Furono viste e lodate dal Vasari nel corso della sua visita a Milano. Le scarse tracce oggi presenti mostrano le caratteristiche del rigido ritratto di corte dalla consolidata tradizione, il che ha portato alcuni critici a metterne in dubbio la paternità di Leonardo, sempre estremamente innovativo nelle sue realizzazioni. Dalla maggioranza della critica, anche sulla base delle risultanze scientifiche dei restauri, sono tuttavia considerate autenticamente di sua mano.
La base della volta è priva di elementi architettonici, ma ricoperta di una decorazione ad affresco, che ci è giunta parzialmente a causa dei bombardamenti della Seconda Guerra Mondiale. Essa raffigura una trabeazione ornata da motivi geometrici e festoni vegetali sostenuti da nastri. Sotto ogni peduccio della volta sono dipinte delle targhe appese di forma rettangolare o ellittica, contenenti citazioni bibliche e annotazioni tratte dalla regola agostiniana, seguita dall'Ordine Domenicano. Alle estremità della trabeazione si trovano dei tondi in cui sono raffigurati santi e beati domenicani: dalla parte del Cenacolo è presente Margherita d’Ungheria, mentre dalla parte della Crocifissione Giovanni da Vercelli. La trabeazione sulle pareti lunghe fu eseguita probabilmente in continuità con gli affreschi sulle pareti minori dal Montorfano. In passato era stata attribuita anche a Bernardino de Rossi. Originariamente il refettorio doveva essere collegato al resto del complesso da una porta sulla parete orientale, e due sulla parete settentrionale. La porta centrale sulla parete del Cenacolo fu invece ampliata nel 1652, causando danni all'affresco.

### Dal Cinquecento al Settecento e spoliazioni napoleoniche

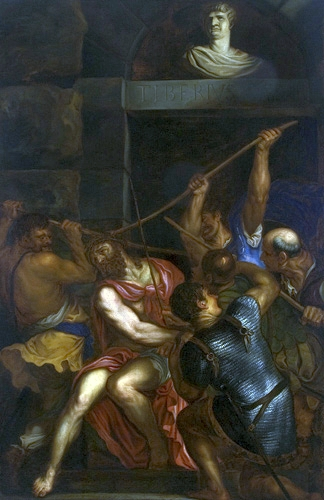
Incoronazione di spine, Tiziano, Louvre, già nella cappella di Santa Corona

Con la caduta di Ludovico il Moro (1499), e il successivo passaggio del Ducato di Milano alla Corona di Spagna dopo l'estinzione della dinastia Sforzesca (1535), cessarono tutte le opere di costruzione, che avevano avuto nel Duca Ludovico il principale promotore e finanziatore. Continuò per tutto il cinquecento e il seicento l'attività pittorica di decorazione interna.
L'Inquisizione, esistente a Milano dalla metà del XIII secolo, con sede presso il convento domenicano di Sant’Eustorgio, fu spostata al convento di Santa Maria delle Grazie nel 1558, anno di intensa repressione anti-luterana. Avvenne per iniziativa del domenicano Michele Ghislieri (inquisitore supremo e futuro papa Pio V) e di Ippolito Beccaria, generale dei domenicani che dal 1588 fece costruire accanto al convento il nuovo Tribunale ecclesiastico, un vero e proprio Palazzo dell'Inquisizione, con un ingresso monumentale, una torre carceraria, una spezieria, locali per riunioni e per l'archivio. Nel 1775 Maria Teresa d'Austria stabilì che gli inquisitori non sarebbero più stati sostituiti alla fine del loro mandato, così la morte dell'inquisitore Giovanni Francesco Cremona nel 1779 sancì definitivamente la fine dell'Inquisizione a Milano. Abbattuto poi nel 1785, sono ancora visibili porzioni di murature antiche nella zona di accesso al refettorio..
Notevoli furono le opere spedite in Francia durante le spoliazioni napoleoniche. La chiesa ospitava Incoronazione di spine di Tiziano, che venne requisita durante l'occupazione francese della Lombardia e portata al Musée Napoleon. San Paolo in meditazione di Gaudenzio Ferrari venne portata al Museo di Lione dove ancora oggi si trova. Dopo il congresso di Vienna, il governo austriaco non richiese la restituzione al Louvre.

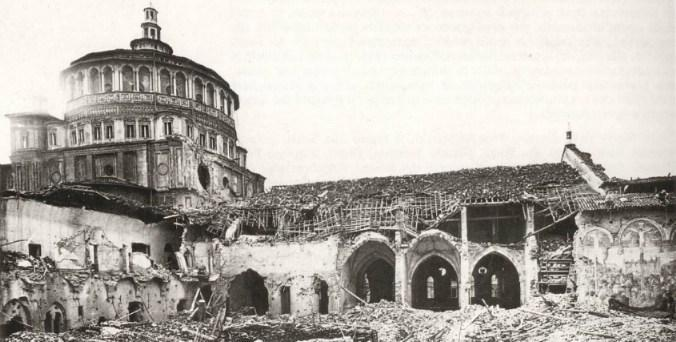
Il chiostro dei morti e il fianco sinistro della chiesa dopo il bombardamento del 1943

### I restauri ottocenteschi
Il 7 maggio 1799 il convento fu soppresso, passando alla funzione di caserma militare, mentre agli esterni il chiostro delle rane e la tribuna bramantesca finirono ricoperti di costruzioni popolari. Il complesso fu recuperato solo nel 1860 con un grande intervento sotto la direzione di Luca Beltrami che vide l'apertura di via Caradosso, e l'inizio di lavori protratti dalla fine dell'Ottocento al 1937. All'interno della chiesa, sotto le ridipinture e le decorazioni successive, completamente asportate, furono riscoperte le originali decorazioni quattrocentesche ad affresco delle navate e le decorazioni a graffio della tribuna. All'esterno, l'abside fu liberata dalle costruzioni che vi erano addossate, e fu rifatto il campanile secondo lo stile della tribuna, abbassandone l'altezza. Sempre in stile neorinascimentale, fu edificato il piccolo Chiostro del Priore, cui si accede dal Chiostro delle rane.

### Seconda guerra mondiale
Nel 1924 il convento tornò ai domenicani e la notte del 15 agosto 1943, i bombardieri anglo-americani colpirono la chiesa e il convento. In questi bombardamenti il chiostro delle rane fu colpito da alcune bombe incendiarie, le cui fiamme furono sventate in fretta dai frati.
Durante le guerre mondiali le pareti dipinte del refettorio furono protette da un doppio strato di tubi in acciaio con spessi sacchi di sabbia, che permisero di salvaguardarli dai forti danni dei bombardamenti. La parete orientale e parte del portico furono, invece, distrutte e, a partire dal 1945, ricostruite. Tuttavia i danni dei bombardamenti e i lavori del dopoguerra portarono criticità alla statica della struttura, compreso il Cenacolo, essendosi persa la struttura tra il refettorio e la biblioteca. Anche per questo nella seconda metà del '900 il dipinto fu soggetto a numerosi restauri, ai quali nel 1995 si aggiunse un impianto di filtraggio dell'aria per salvaguardarlo.
Nel giugno del 1993 papa Giovanni Paolo II elevò la chiesa alla dignità di basilica minore.

## Descrizione

### Architettura

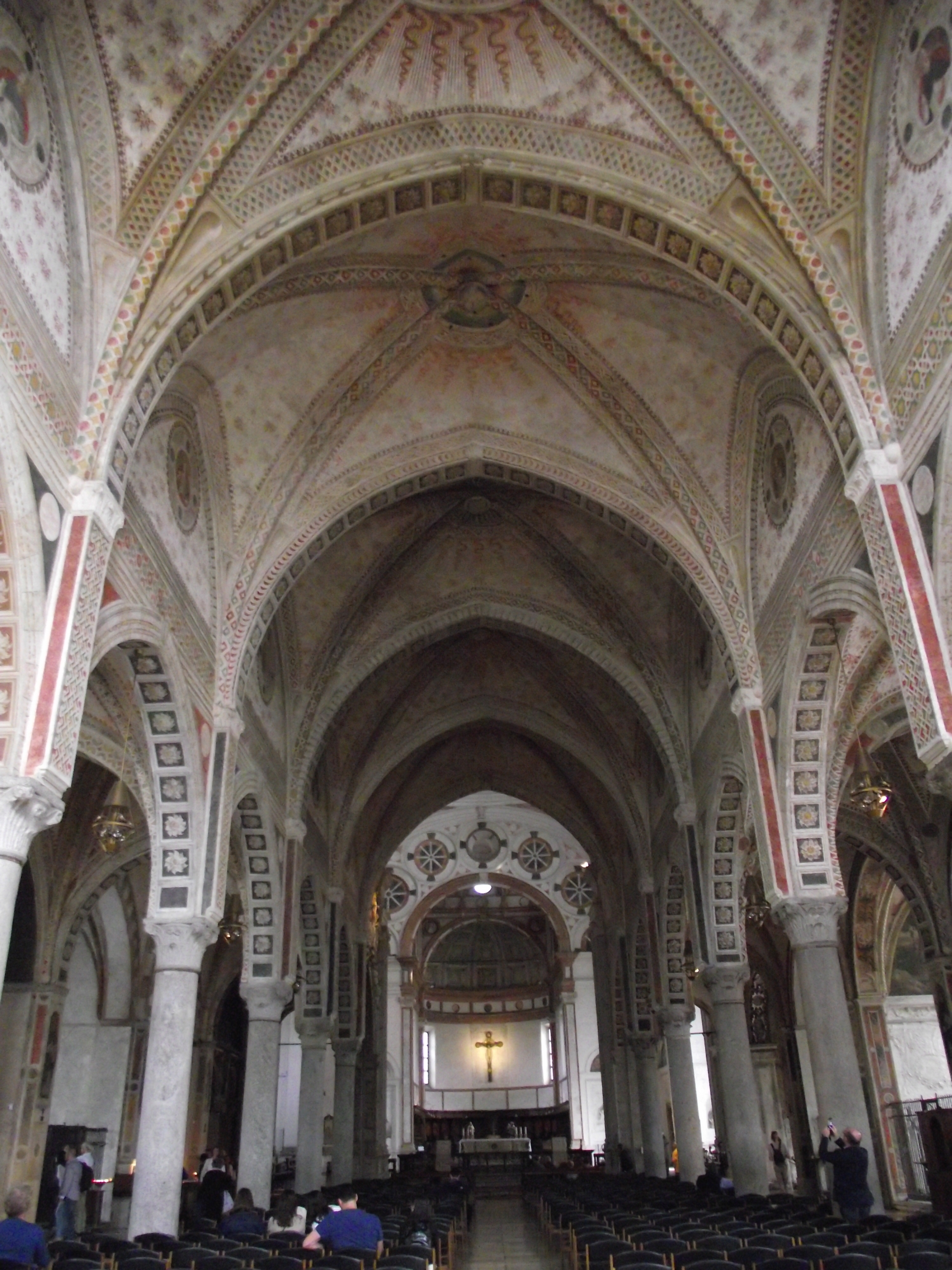
Navata centrale

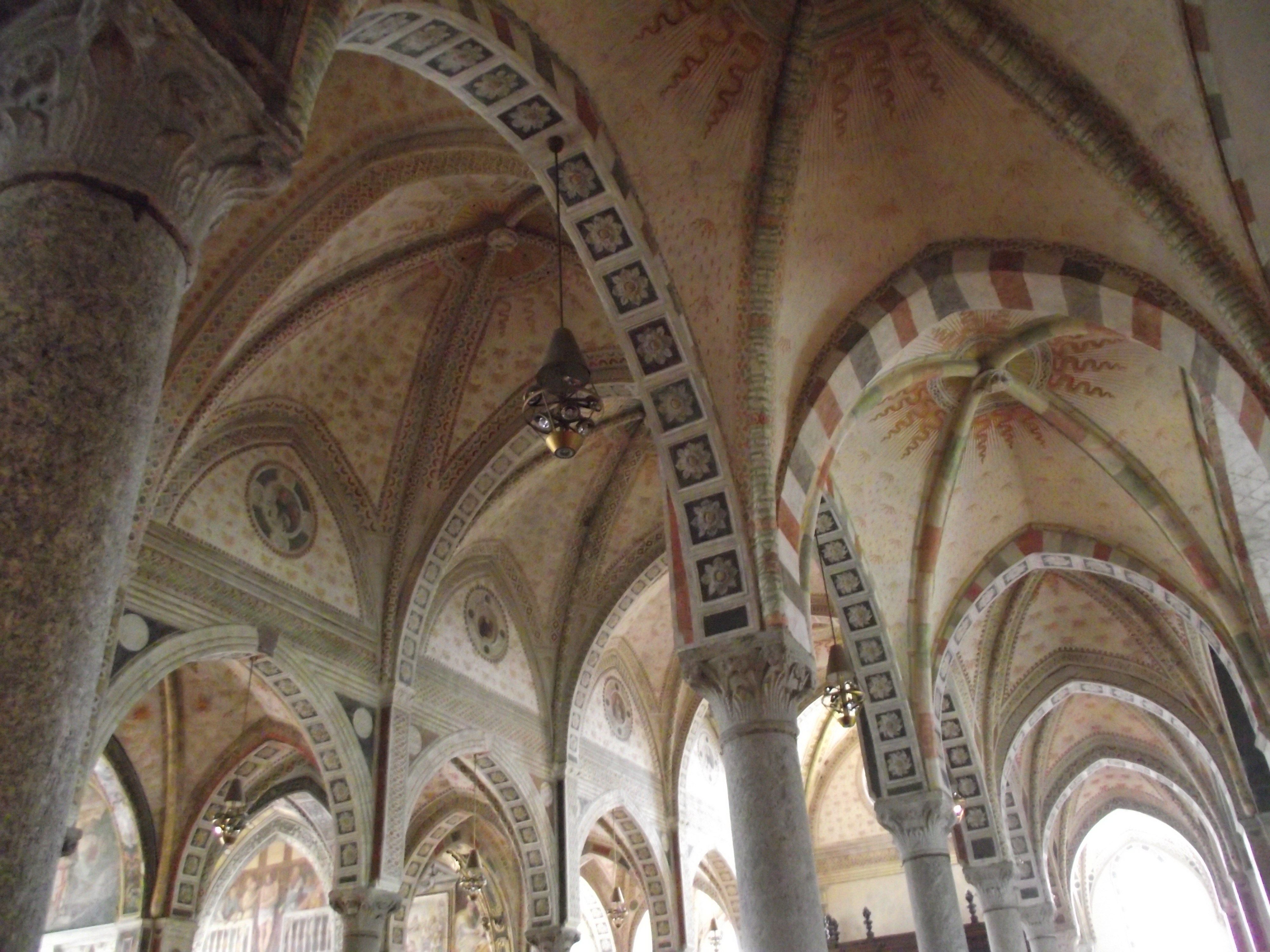
Veduta interna con la decorazione a fresco.

Le navate costruite da Guiniforte Solari, immerse nella penombra, vennero illuminate da Bramante con una monumentale tribuna all'incrocio dei bracci, coperta da una cupola emisferica. Vi aggiunse inoltre due ampie absidi laterali e una terza, oltre il coro, in asse con le navate. L'ordinata scansione degli spazi si riflette anche all'esterno, in un incastro di volumi che culmina nel tiburio che maschera la cupola, con una loggetta che si riallaccia ai motivi dell'architettura paleocristiana e del romanico lombardo.

### Cappella della Vergine Adorante
Prima a destra. La cappella, appartenente a Paolo da Cannobbio, era originariamente dedicata a San Paolo, raffigurato in un dipinto di Gaudenzio Ferrari collocato sull'altare. Il dipinto, requisito durante la dominazione francese all'inizio dell'Ottocento, è ora conservato al museo di Lione.
Oggi ospita sull'altare un affresco staccato, proveniente dalla cappella della Vergine delle Grazie, raffigurante la Madonna adorante il Bambino, che contiene in basso i ritratti dell'intera famiglia dei committenti. Non è noto l'autore dell'opera di fine Quattrocento, di gusto ancora tardogotico.
Alla parete sinistra è posto il monumento funebre di Francesco Della Torre commissionato nel 1483. Il sarcofago classicheggiante, sorretto da colonne a candelabra, è ornato dai bassorilievi con l'Annunciazione, l'Adorazione dei pastori e l'Adorazione dei Magi. Prevalente è l'attribuzione ai fratelli Cazzaniga, figure di spicco della scuola rinascimentale lombarda.

### Cappella di San Martino De Porres
Seconda a destra, contiene una pala d'altare raffigurante San Martino in estasi, opera di Silvio Consadori (1962). Alle pareti quattro cenotafi del secolo XVI. Nella cappella vi era un affresco, strappato negli anni 1959/60 e riportato su tela, ora nella Nuova Sagrestia, che rappresenta San Martino a cavallo mentre dona il mantello al povero, probabilmente dell'inizio del sec. XVI. Sul pilastro a destra: Santo Domenicano con crocifisso.

### Cappella degli Angeli, o Marliani
Terza a destra. Affreschi e pala d'altare di anonimo lombardo del XVI secolo (probabile imitatore del Parmigianino), con episodi relativi all'Arcangelo Michele (circa 1560). Nella volta i nove cori angelici, di autore ignoto. Nelle lunette laterali: a sinistra la cacciata degli angeli ribelli; a destra l'invio dell'arcangelo Gabriele, opera dei figli di Bernardino Luini. Sul pilastro a destra: Beato Antonio da Savignano, martire (+ 1374).

### Cappella di Santa Corona

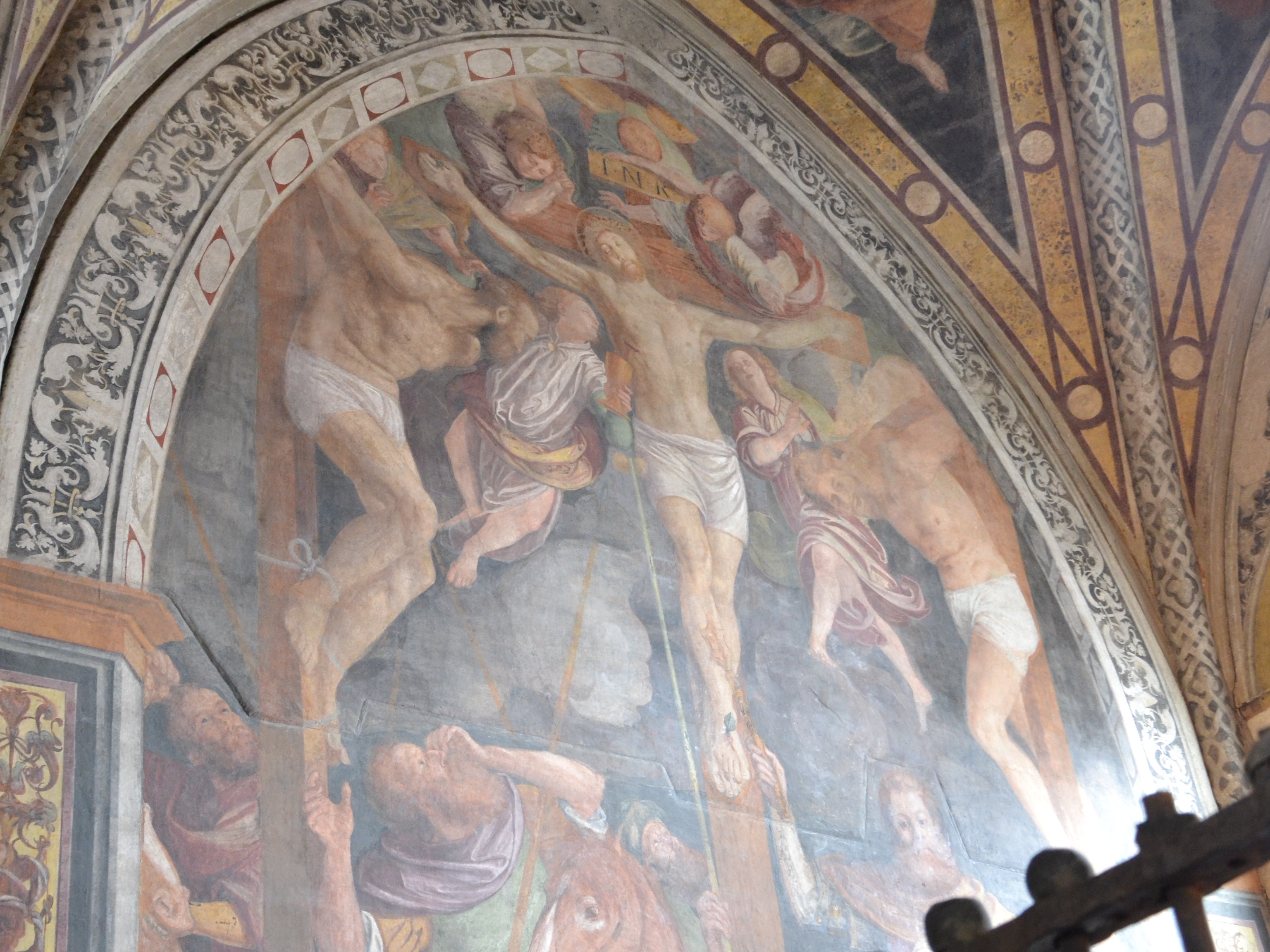
Gaudenzio Ferrari, Crocefissione, Cappella di Santa Corona.

Quarta a destra. Apparteneva alla Confraternita di Santa Corona, che vi conservava una reliquia con la spina della corona di Cristo. Era utilizzata come sepoltura per i rettori della confraternita, fondata nel 1494 da Stefano da Seregno, la cui sede è oggi visibile all'interno della Pinacoteca ambrosiana. La facoltosa congregazione ordinò la decorazione ad affresco che riveste l'intera cappella nel 1539 al pittore più in vista della Milano del tempo, Gaudenzio Ferrari, ritenuto da Giovanni Paolo Lomazzo secondo soltanto a Michelangelo Buonarroti e maggiore dello stesso Leonardo, che dipinse la Crocefissione e l'Ecce Homo alle pareti, e Angeli con gli strumenti della passione nelle vele (1542). La Pala d'altare fu invece commissionata a Tiziano. L'Incoronazione di spine dipinta dal maestro veneto è oggi esposta al Louvre, nella sala della Gioconda, dopo che fu asportata dai commissari Napoleonici all'inizio dell'Ottocento. L'opera, ritenuta uno dei capolavori della maturità dell'artista, presenta caratteri tipici del manierismo romano nella monumentalità e nella posa avvitata delle figure. Il suo stile ebbe grande influenza nella cultura pittorica milanese, visibile anche negli stessi affreschi di Gaudenzio che ne condividono i toni imponenti e fortemente drammatici. Attualmente la cappella conserva la pala d'altare Deposizione dalla Croce di Giovanni Battista Secco detto il Caravaggino (1616).

### Cappella di San Domenico
Quinta a destra. Fu originariamente destinata alle sepolture della famiglia Vimercati; infatti accoglie la sepoltura di Agostino, figlio di Gaspare, mecenate e fondatore della chiesa stessa. La sepoltura di Gaspare e della moglie nel presbiterio è andata perduta.
Dopo che la famiglia era andata in disgrazia presso il duca, subentro Domenico Sauli che commissionò nel 1541 una decorazione pittorica, comprendente affreschi e la pala d'altare, al veneto Giovanni Demìo.
Nel 1575 fu intrapreso su iniziativa di san Carlo Borromeo un completo rinnovamento della cappella. 
Il ciclo decorativo comprende la Crocefissione all'altare, le lunette con Noli me tangere e i Discepoli in Emmaus e la decorazione della volta, mostra un forte accento manierista, caratterizzato da accenti nordici. Alle pareti angeli in terracotta ricoperta di stucco, recanti gli strumenti della Passione, di autore ignoto. Sul pilastro a destra: Beato Antonio da Asti, martire (sec. XIV).

### Cappella di San Vincenzo Ferrer, o Atellani
Sesta a destra. Originariamente appartenente alla famiglia degli Atellani, il cui palazzo quattrocentesco si può ancora vedere sul fianco della chiesa delle Grazie, fu affrescata nel seicento dai Fiammenghini, contiene la pala d'altare: Madonna con Bambino e i Santi Vincenzo Martire e Vincenzo Ferreri, di Coriolano Malagavazzo (1595). Sul pilastro a destra era presente un'immagine di San Domenico andata distrutta durante i bombardamenti del 1943.

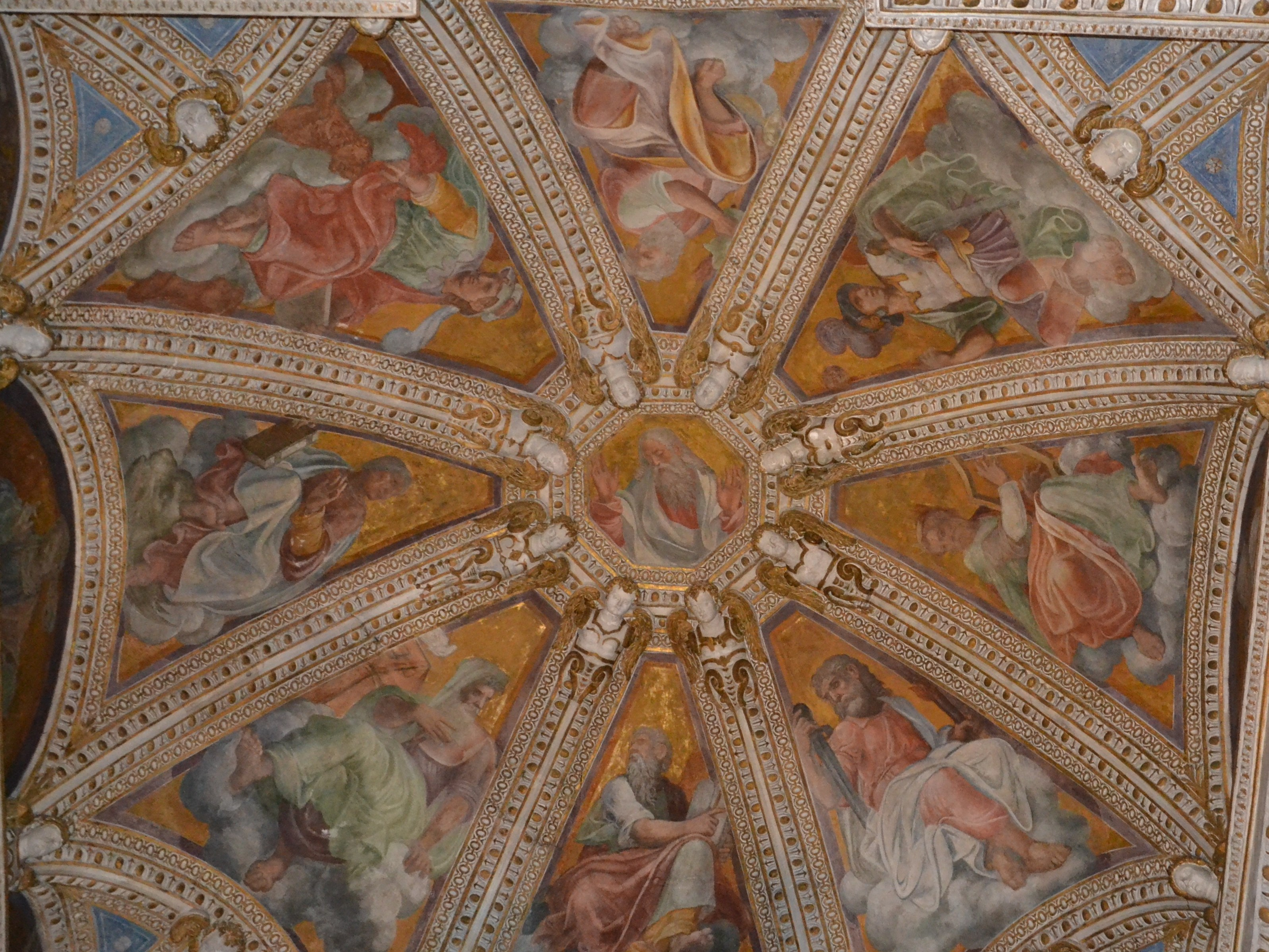
Ottavio Semino, volta con Dio Padre e Profeti, Cappella di San Giovanni Battista

### Cappella di San Giovanni Battista
Settima a destra. La decorazione originaria non si è conservata. Gli affreschi tardo cinquecenteschi sono del manierista Ottavio Semino. Particolarmente elaborata è la volta a ombrello, dove Semino raffigura Profeti nelle lunette e negli spicchi, con Dio padre al centro. Dell'inizio del Cinquecento è invece la Pala di Marco d’Oggiono, allievo di Leonardo, proveniente però dalla Sagrestia Vecchia. Contiene il ritratto dell'ignoto committente, appartenente all'Ordine dei Cavalieri di Malta, in adorazione del Battista.

### Cappella di Santa Caterina
Prima a sinistra, è conosciuta come cappella Bolla dalla famiglia che ne ebbe il patronato fin dalla costruzione e che faceva parte della cerchia degli Sforza fin dai tempi del duca Francesco come si evince da una bolla del 1459 che accredita Iacobo de Bolla come "nostro famiglio".
Il patronato della famiglia Bolla è confermata anche da alcune lapidi, oggi non più esistenti, ma riportate da Vincenzo Forcella alla fine del XIX secolo, tra cui quella sepoltura di Francesco Bolla morto nel 1490. Gli affreschi contenuti nelle lunette, scoperti nel restauro del 1928 e gravemente danneggiati durante la seconda guerra mondiale, sono datati all'ultimo decennio del XV secolo e quindi coeve della costruzione. Rappresentano episodi della vita di Santa Caterina da Siena e di Santa Caterina di Alessandria, commissionati probabilmente dalla famiglia Bolla e variamente attribuiti a Donato Montorfano e a Cristoforo De' Mottis, rappresentano un ciclo interrotto, probabilmente alla caduta del Moro. Oltre al trittico cinquecentesco firmato Niccolò da Cremona, la cappella contiene opere scultoree di Francesco Messina: il Crocefisso sull'altare, e le sei formelle bronzee ispirate alla vita di Caterina da Siena.

### Cappella di san Giovanni Evangelista
Quarta a sinistra. Risulta sia stata realizzata sotto il patronato della famiglia Simonetta. Della decorazione originaria rimane solo un frammento di affresco con san Giovanni.
Dopo la ricostruzione postbellica sono stati sistemati qui vari cenotafi, fra cui quello del conte Ettore Conti di Verampio e della moglie Giannina dei conti Casati di Milano, promotori dei restauri degli anni trenta, di Francesco Wildt, motivo per il quale questa cappella è detta anche Conti-Casati.

### Cappella di San Giuseppe
Sesta a sinistra. Integralmente ricostruita dopo la seconda guerra mondiale, ospita una Sacra Famiglia cinquecentesca di Paris Bordon.

### Cappella della Vergine delle Grazie

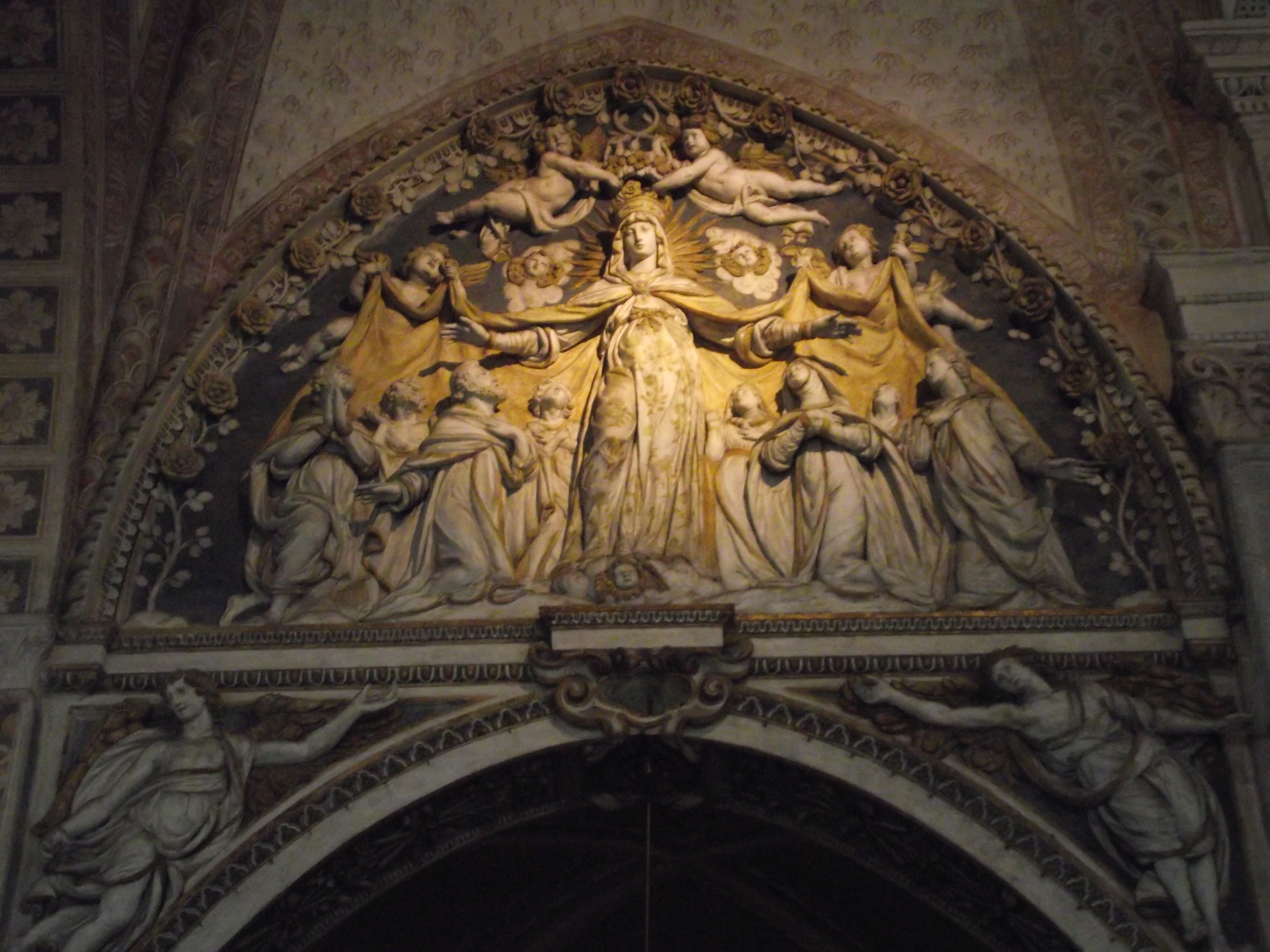
L'Incoronazione della Vergine, 1632, lunetta della navata centrale corrispondente alla Cappella delle Grazie.

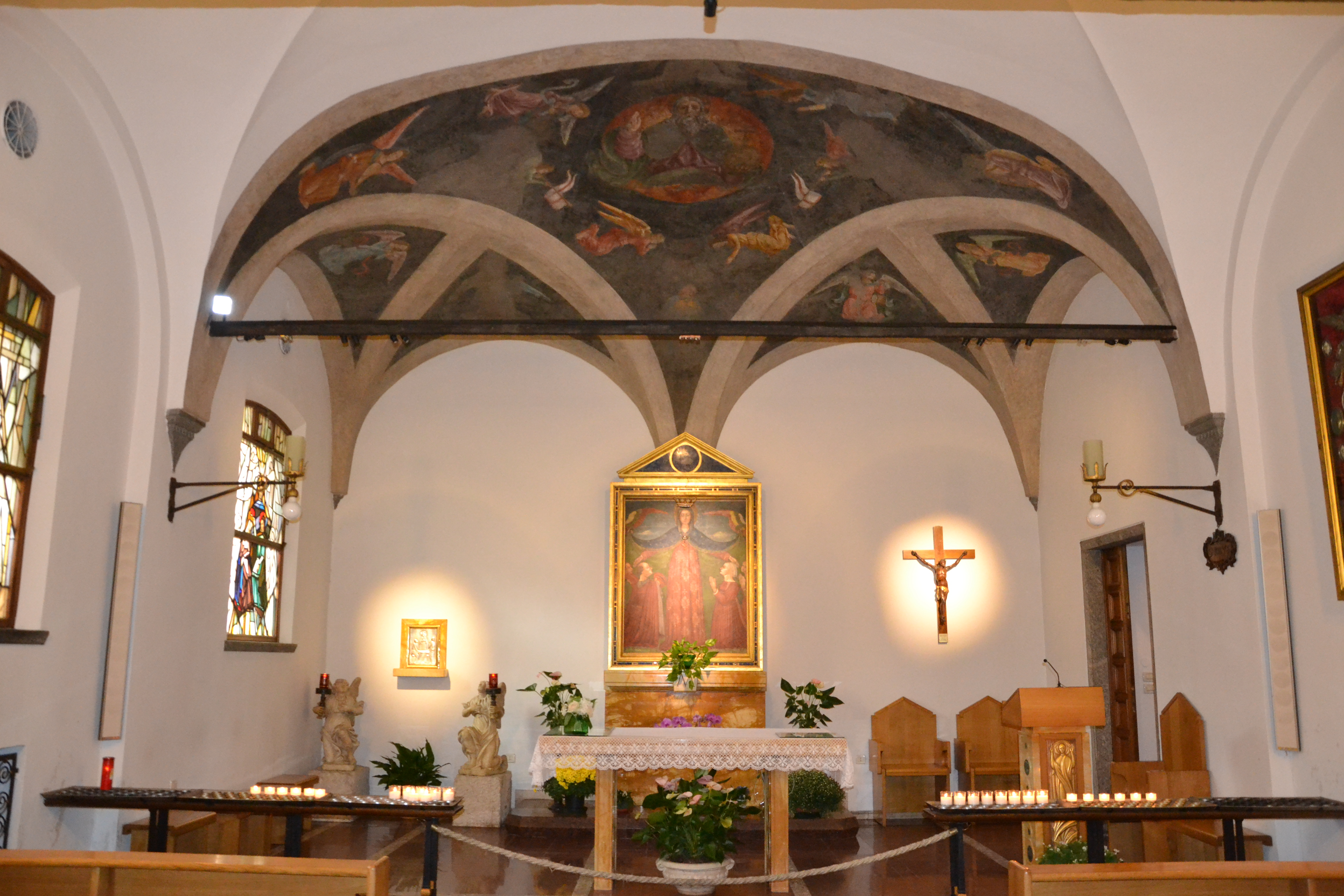
Cappella della Vergine delle Grazie

Settima a sinistra. La cappella era preesistente alla costruzione della chiesa, e costituisce il nucleo originario da cui prese origine tutto il complesso a cui diede anche il nome. Essa infatti esisteva già sul terreno che il Conte Vimercati donò ai frati, e partendo dalle murature esterne di questa il Solari cominciò l'edificazione del convento e della chiesa.
Nella lunetta corrispondente alla navata centrale è un grande rilievo a stucco con l'Incoronazione della Vergine fra i Santi Caterina e Domenico, realizzato nel 1632. Sopra l'arco d'ingresso alla cappella, nella lunetta della navata laterale, vi è posta la tela del Cerano La Vergine libera Milano dalla Peste, eseguita dopo il 1630 come ringraziamento per la cessazione della tragica pestilenza che aveva falcidiato la popolazione milanese. L'opera contiene dettagli di crudo realismo, come il cadavere del bambino in primo piano e il bubbone esibito dalla donna retrostante, ed è pervasa da una cupa desolazione che rende ancora oggi la tragica atmosfera narrata da Alessandro Manzoni.

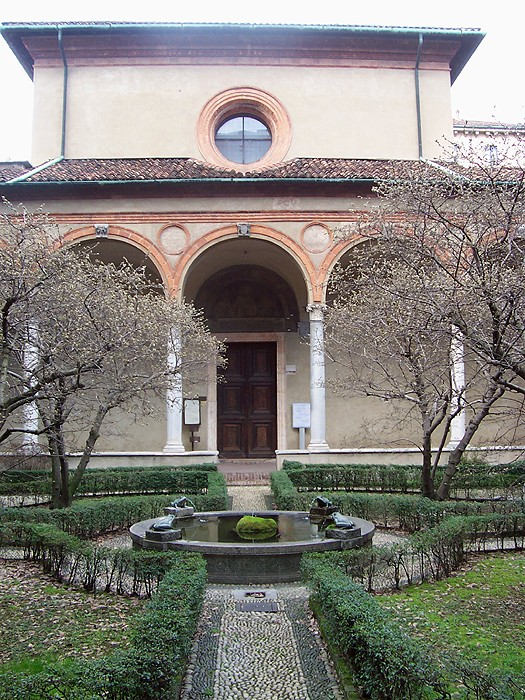
Fronte della Sacrestia vecchia sul Chiostro delle rane

All'interno della cappella, la pala d'altare raffigura la Madonna con il committente Gaspare Vimercati e la moglie, risalente alla fine del Quattrocento. Della stessa epoca è anche l'affresco sovrastante con L'Eterno circondato da Angeli, dai modi che ricordano ancora il gotico cortese. Per la sua affinità con gli affreschi della cappella ducale del Castello Sforzesco, è ritenuto di Bonifacio Bembo o della sua scuola.
Tutte le vetrate nella cappella, realizzate nel 1963, sono opera della pittrice Amalia Panigati e raffigurano l'Annunciazione, la Natività, la Crocifissione e l'Incoronazione della Vergine; la vetrata del portale sul chiostro rappresenta invece una Croce.

### Il Chiostro delle rane, o Chiostro piccolo
Si tratta del chiostro adiacente alla tribuna Bramantesca, che collega quest'ultima con la sagrestia monumentale.
È oggi detto "delle rane" per via delle ranocchie in bronzo che ornano la fontanella al centro del chiostro. La sua costruzione si colloca alla fine del Quattrocento, negli anni della ricostruzione della tribuna, e viene quindi ritenuto parte dello stesso progetto di Bramante per la tribuna.
Perfettamente quadrato, è costituito da cinque arcate per lato in cotto, rette da colonne marmoree e capitelli a motivi rinascimentali. Sulle lunette d'ingresso alla chiesa e alla sagrestia si trovano due lunette monocrome ascritte a Bramantino.

### La Sacrestia Vecchia, o del Bramante

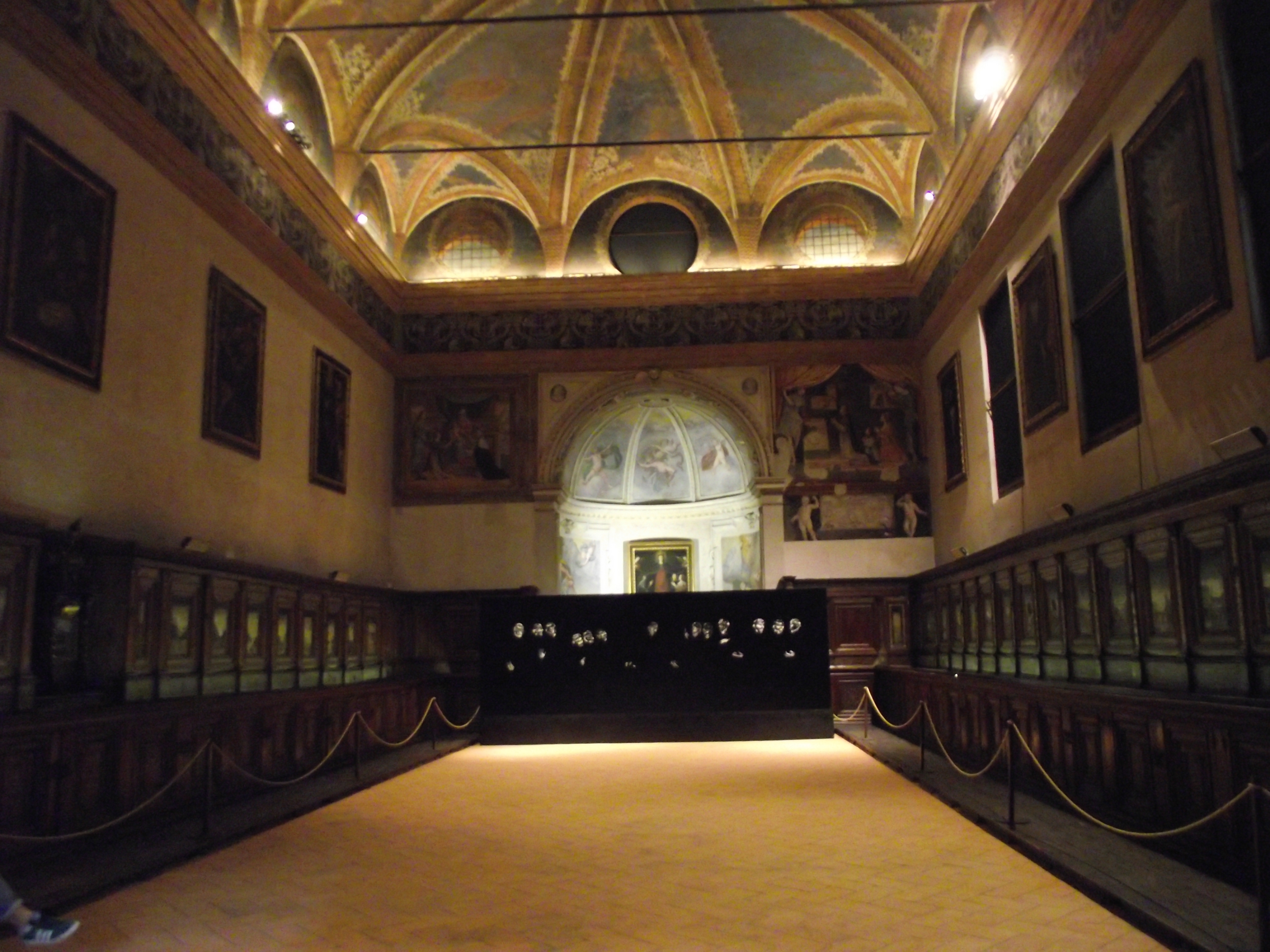
La Sacrestia Vecchia.

La sacrestia vecchia è un grande ambiente cui si accede dal Chiostro delle rane, sul lato opposto a quello della chiesa. Si tratta di una vasta aula rettangolare, che prospetta su Via Caradosso con grandi finestroni dalle cornici in cotto, restaurate nell'Ottocento. La sua costruzione risale all'ultimo decennio del Quattrocento, in concomitanza con il rifacimento della Tribuna. Il progetto è tradizionalmente assegnato a Bramante, ma senza prove documentarie. Sopra il portale d'ingresso, una lunetta di Bramantino raffigura la Madonna fra San Giacomo e San Luigi di Francia. La presenza di quest'ultimo Santo fa risalire la datazione al periodo di dominazione Francese, fra il 1499 e il 1512. L'aula interna è coperta da una volta a botte unghiata, con testate a ombrello, e termina con una piccola abside. La decorazione ad affresco che ricopre la volta è stata da taluni attribuita a Leonardo, per la presenza del motivo del Nodo Vinciano, utilizzato anche nella Sala delle Asse al Castello Sforzesco. Al di sotto della volta, l'alta trabeazione presenta motivi decorativi classicheggianti con draghi e conchiglie. Lungo tutto il perimetro della sagrestia corrono gli armadi lignei destinati a custodire gli arredi sacri. Tutti gli sportelli sono ornati da dipinti databili all'inizio del XVI secolo, con Scene bibliche. Di grande bellezza sono le quattordici ante a destra, con Scene del Nuovo Testamento, nei modi del Bramantino, mentre sul lato sinistro sono raffigurati episodi dal Vecchio Testamento. Completano la decorazione della sala, sulla parete di fondo, affreschi cinquecenteschi.

### Altri chiostri
Fin dal progetto di Guiniforte Solari erano presenti altri tre chiostri di maggiori dimensioni, denominati "Chiostro dei Morti", quello adiacente alla chiesa, "Chiostro grande", più discosto e delimitato dalle celle dei frati, e "Chiostro dell’Infermeria", a fianco al Chiostro grande e demolito nel 1897. Si ritiene che in origine il Chiostro dell'Infermeria fosse adibito ad alloggiamenti militari delle truppe del capitano ducale Gaspare da Vimercate, proprietario dell'intero suolo dove sorge il convento. Il chiostro dei morti venne distrutto dai bombardamenti nel 1943 e ricostruito successivamente. Nel corso dei restauri ottocenteschi tra il Chiostro dei Morti e il Chiostro delle Rane è stato ricavato il "Chiostro del Priore", in stile neorinascimantale.

### Altre sale
A est del chiostro dei morti sono situate le sale del Capitolo e del Locutorio, mentre a nord si trovava la biblioteca, ispirata a quella del convento di San Marco a Firenze, ma distrutta dai bombardamenti nel 1943. Questa era divisa in tre navate da sei coppie di colonne, con le navate laterali coperte da volte a crociera e la navata centrale, più alta, da una volta a botte lunettata.

### Organo a canne

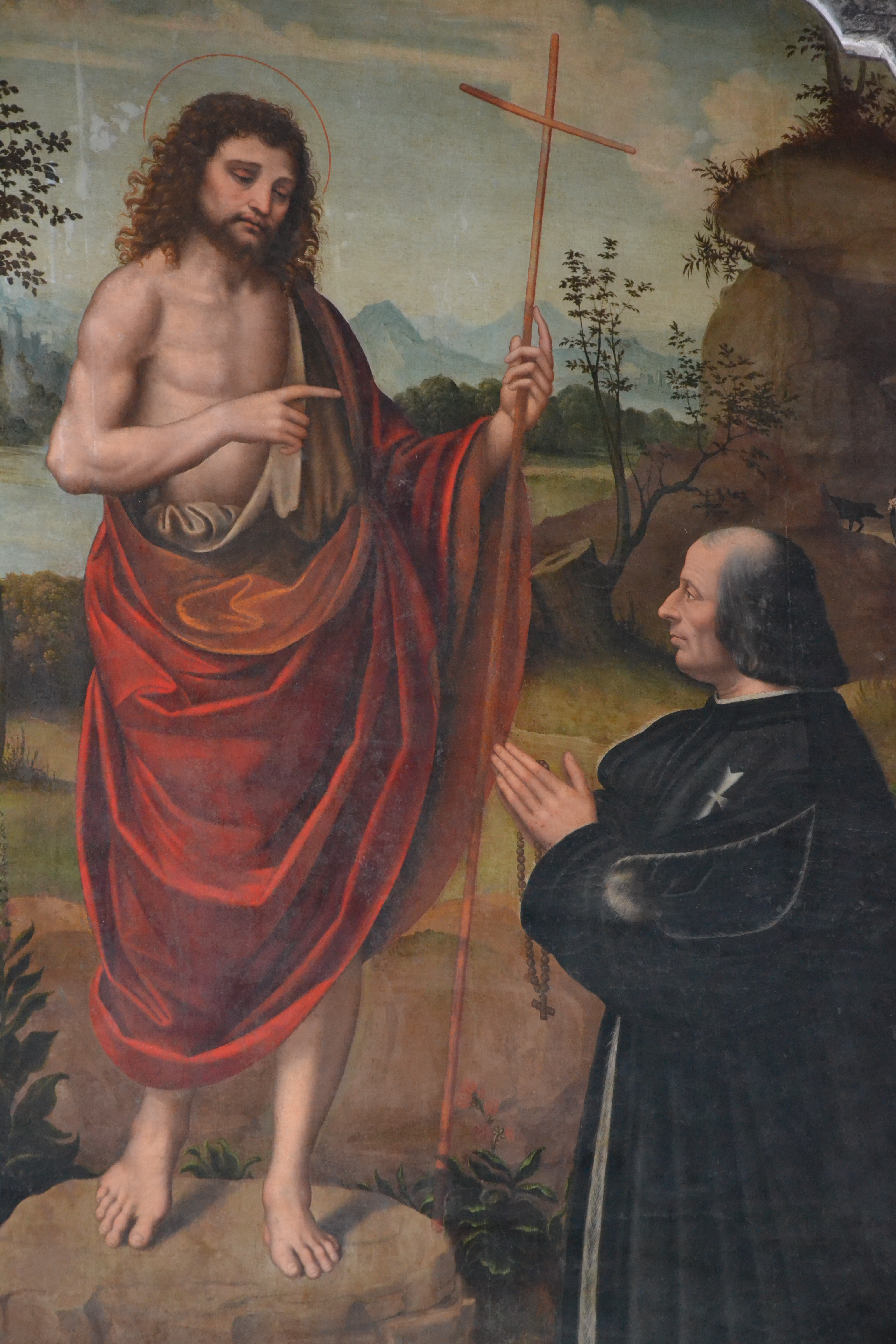
Marco d’Oggiono, Battista, Cappella di San Giovanni Battista

L'organo a canne della basilica venne costruito nel 1965 dalla ditta organaria Balbiani-Vegezzi Bossi; tra il 2004 e il 2005, è stato restaurato e ampiamente modificato dalla ditta Castegnaro. Lo strumento dispone di 44 registri per un totale di circa 3200 canne, situate all'interno di un'ampia fossa che si apre nel pavimento dell'abside, a una quota inferiore rispetto al piano di calpestio. La consolle, mobile indipendente, è situata nei pressi del presbiterio; essa dispone di tre tastiere e pedaliera, con i registri, le unioni e gli accoppiamenti e gli accessori azionati da placchette a linguetta, poste su più file ai lati e al di sopra dei manuali.